# Oligocottus maculosus
Oligocottus maculosus és una espècie de peix pertanyent a la família dels còtids.

## Descripció
- Fa 8,9 cm de llargària màxima.
- Aleta caudal arrodonida.[5][6]

## Hàbitat
És un peix marí, demersal i de clima temperat (66°N-32°N) que viu entre 0-102 m de fondària.

## Distribució geogràfica
Es troba al Pacífic nord: des del mar d'Okhotsk i el mar de Bering fins al comtat de Los Angeles (els Estats Units).

## Observacions
És inofensiu per als humans i capaç de respirar aire quan és fora de l'aigua.